# Guci Draganički
Guci Draganički – wieś w Chorwacji, w żupanii zagrzebskiej, w mieście Jastrebarsko. W 2011 roku liczyła 302 mieszkańców.